# Erawan-Höhle

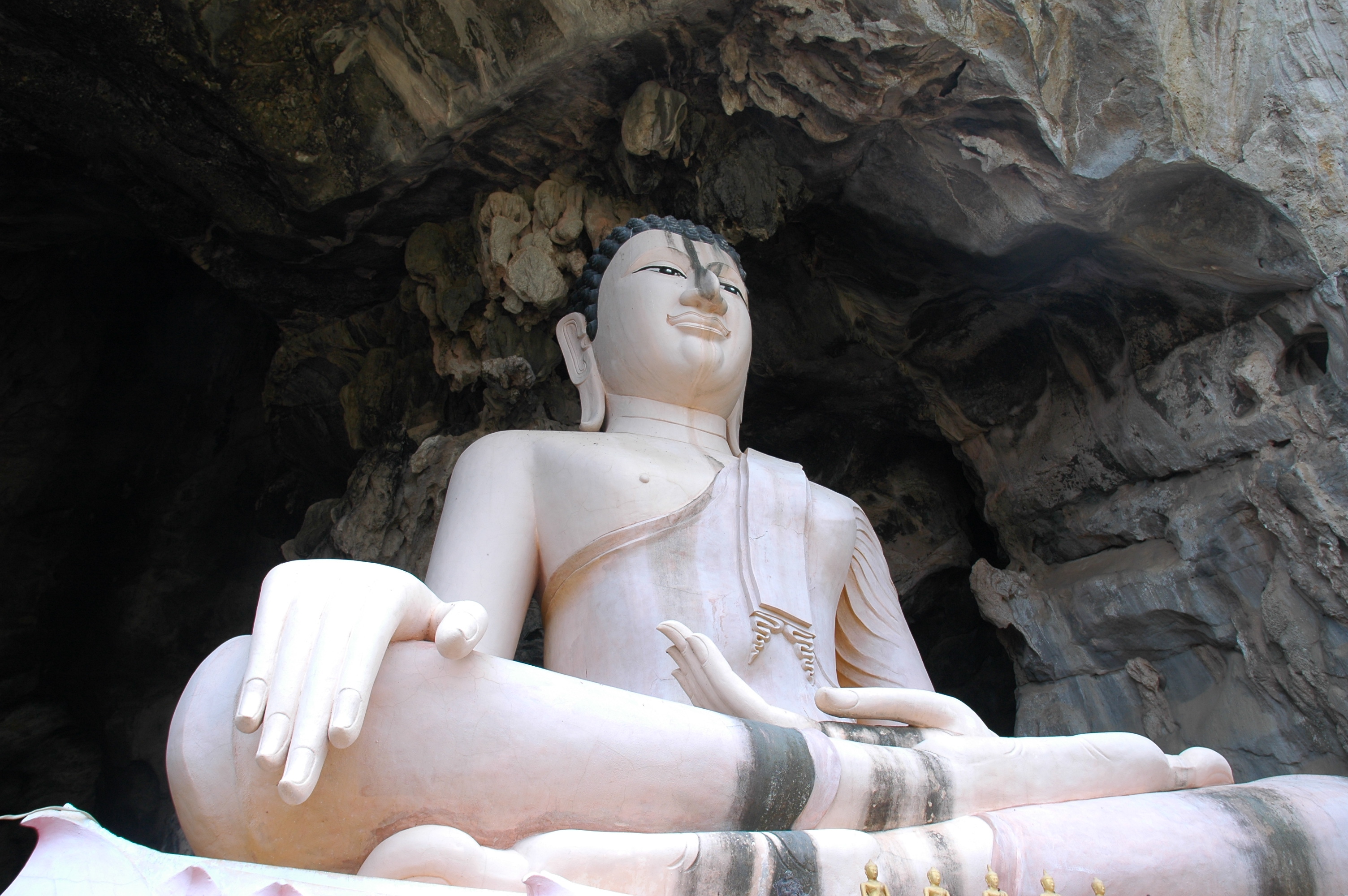
Buddhafigur am Eingang der Erawan-Höhle

Die Erawan-Höhle (Thai: ถ้ำ เอราวัณ, Tham Erawan) an der westlichen Grenze des Amphoe Na Wang der Provinz Nongbua Lamphu im Nordosten Thailands ist sowohl von der Provinzhauptstadt als auch von Udon Thani oder von Loei aus recht gut zu erreichen. Die Höhle war früher ein beliebtes buddhistisches Pilgerziel, aber jene Popularität hat in den vergangenen Jahren deutlich nachgelassen. Mit der Errichtung eines neuen Besucherzentrums will man versuchen, den Ort wieder etwas attraktiver zu gestalten.

## Landschaftsbild
Schroffe Kalkstein-Bergkuppen von bis zu mehreren hundert Höhenmetern erheben sich abrupt aus einer grundsätzlich tischflachen Landschaft, die sehr dünn besiedelt und vorwiegend von Landwirtschaft geprägt ist. Die bewaldeten Felsen erinnern nicht von ungefähr an die Kalksteininseln in der Bucht von Phang Nga in Südthailand oder in der vietnamesischen Halong-Bucht – sie sind hier, im kontinentalen Landesinneren Indochinas, aber auch typisch für die bergige Region Dong Phaya Yen in der Region Loei. Was etwas weiter nördlich eine in sich geschlossene Bergregion ist, das fällt hier in südöstlicher Richtung mit nur noch einzelnen Kalkfelsen in die flache Hochebene des Isan ab.
Auch der Felsen mit der Erawan-Höhle und der Höhleneingang etwa auf halber Gipfelhöhe – bewacht von einer monumentalen sitzenden Buddhafigur – ist in dieser Landschaft bereits von weitem zu sehen. Die Bergkuppe mag wie ein kniender Elefant aussehen, und die Seite mit dem Höhleneingang wie die Stirn eines Elefanten – vielleicht ein Grund dafür, dass hier dem mythologischen Elefanten Erawan mit der Namensgebung der Höhle Reverenz erwiesen wird. Die Höhle wird von den Einheimischen auch Tham Chang (in Thai: ถ้ำ ช้าง, Elefantenhöhle) genannt.

## Inneres
Über eine in Serpentinen geführte Treppe mit 600 Stufen – am Fuß der Treppe steht eine (moderne) Figur des dreiköpfigen Elefanten – erreicht man den Höhleneingang, in welchem sich eine monumentale sitzende Buddhafigur befindet. Dahinter eröffnet sich eine große Tropfsteinhöhle: Neben dem Hauptraum finden sich auch zahlreiche Nischen, und etliche der Stalagmiten sind – entsprechend ihrem Aussehen oder dem, was man in sie hineingedeutet hat, – mit mythologischen Namen versehen. In einem Kalksteingebilde in der Mitte der großen Halle will wieder ein Elefant erkannt werden. Der Höhlengrund fällt tendenziell immer weiter ab, und am hinteren, tiefsten Ende der Höhle lässt ein schräg nach oben gerichteter Kamin wieder Tageslicht hineinfallen. Über eine steile Treppe ist über etwa 200 Stufen der rückseitige Höhlenausgang zu erreichen; von der kleinen Kanzel in dieser dem Höhleneingang entgegengesetzten Bergflanke, welche hier sehr steil abfällt, hat man eine gute Aussicht über die Landschaft.
Die Höhle ist spärlich beleuchtet, und gelegentlich fällt auch die elektrische Beleuchtung aus, weswegen man Kerzen benutzen muss. Einheimische Knaben verdienen sich ein wenig Trinkgeld, indem sie Besucher durch die Höhle geleiten und sie auf die Namen der Kalkgebilde in ihrem Inneren hinweisen.